# Пьер (граф Мельгёя)

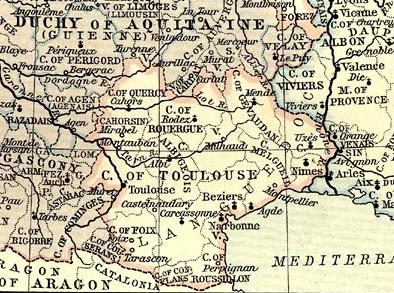
Графство Мельгёй на карте Тулузского графства, 1154

Пьер (Pierre de Melgueil; около 1050 — около 1100) — граф Мельгёя.
Сын Раймонда де Мельгёя и Беатрисы, чьё происхождение не выяснено (согласно Europäische Stammtafeln — Беатрикс де Пуату, дочь герцога Аквитании Гильома V).
После 1034 года, когда прекратило своё существование королевство Арелат, входившие в его состав графства фактически оказались суверенными. Поэтому Пьер де Мельгёй, чтобы обезопасить свои владения от экспансионизма Тулузы, признал себя вассалом Святого Престола и хартией от 27 апреля 1085 года был утверждён папой Григорием VII в качестве графа Мельгёя, Магелона и Сюбстансьона.
В 1065 году женился на Альмодис Тулузской, дочери графа Понса Тулузского и его второй жены Альмодис де ла Марш. Вероятно, к моменту свадьбы невеста была ещё ребёнком, и дети родились после 1070 года (но сыновья — не позднее 1083 года, когда упоминаются вместе с матерью).
Дети:
- Раймон II (ум. 1120), граф Мельгёя.
- Понс (ум. 1125), аббат Клюни.
- дочь, жена Гийлема V, сеньора де Монпелье.
- Адела, упом. 1110.

Пьер де Мельгёй последний раз прижизненно упоминается в документе от 27 апреля 1085 года. Считается, что он умер около 1100 года.